# بير رابن
بير رابن (بالألمانية: Wilhelm Rabenbauer)(ولد في فيشتاخ، بافاريا في الثالث من تموز/يوليو 1940 - تُوفيَّ في الحادي والعشرين من كانون الثاني/يناير 2007 في ميترفيلس، بافاريا بألمانيا) هو ملحن ألماني عُرف بعمله مع المخرج الألماني راينر فيرنر فاسبيندر في نحو ثمانٍ وعشرين عملاً وهو من أبرز الملحنين الألمان.